# 570. pr. n. št.
570. pr. n. št. je tretje desetletje v 6. stoletju pr. n. št. med letoma 579 pr. n. št. in 570 pr. n. št.. 